# کلود تیلیه

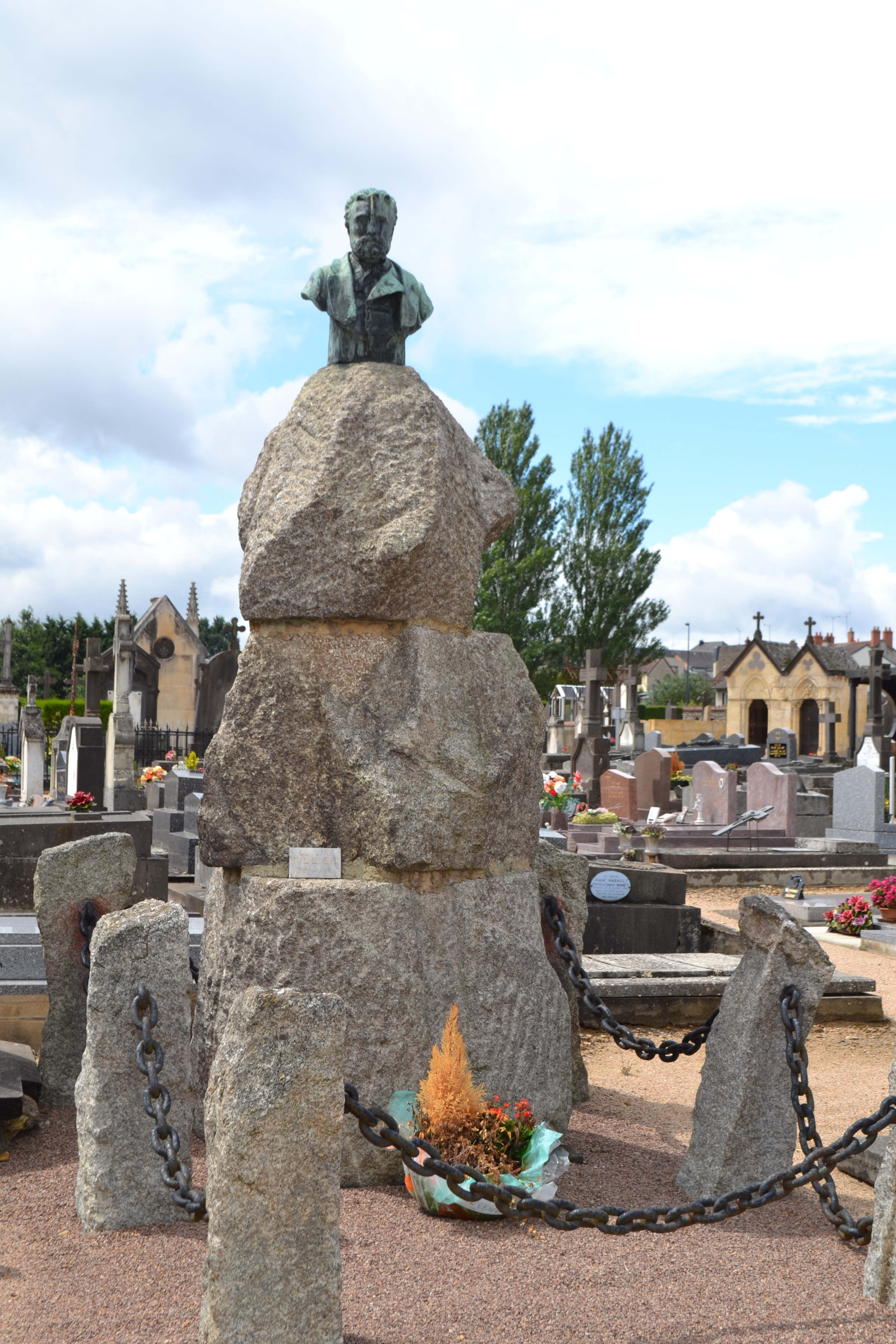
قبر کلود تیلیر در نور

کلود تیلیه (به فرانسوی: Claude Tillier) رمان‌نویس قرن نوزدهم میلادی اهل فرانسه است.
معروف‌ترین اثر او رمان «عموی من بنژامن» است.